# Apple M1 Pro
El M1 Pro es un system on a chip (SoC) basado en la arquitectura ARM, para la línea de computadoras Mac. Este es el segundo procesador diseñado por Apple Inc, ampliando la arquitectura transformacional del M1. Este fue anunciado en el evento de la compañía el día 18 de octubre de 2021. El M1 Pro ofrece un rendimiento asombroso con una eficiencia energética líder en la industria

## Arquitectura
Utilizando la tecnología de proceso de 5 nanómetros y con más de 33.7 mil millones de transistores, el M1 Pro tiene ocho núcleos Firestorm de alto rendimiento y dos núcleos Icestorm energéticamente eficientes. Esta combinación permite optimizaciones de uso de energía que no son posibles con los dispositivos de arquitectura Apple-Intel (x86-64) sin perder el alto rendimiento de estos. Los núcleos Icestorm utilizan una décima parte de la potencia de los de alto rendimiento. Los núcleos de alto rendimiento tienen 192 KB de caché de instrucciones L1, 128 KB de caché de datos L1 y comparten una caché L2 de 24 MB; por otro lado los núcleos de alta eficiencia energética tienen una caché de instrucciones L1 de 128 KB, una caché de datos L1 de 64 KB y una caché L2 compartida de 4 MB.
El M1 Pro tiene una memoria unificada compartida, es decir la CPU, GPU y la RAM están integrados en un solo paquete, en opciones de 16GB hasta 32GB de RAM. La memoria tiene una banda ancha de 200GB/s y es LPDDR5X.
El M1 Pro también integra una unidad de procesamiento de gráficos (GPU) de dieciséis núcleos diseñada por Apple que ejecuta casi 50,000 subprocesos simultáneamente, con 5.2 de teraflops.
Adicional a los componentes del M1 (un procesador de señal de imagen (ISP), un controlador de almacenamiento NVMe, controladores Thunderbolt 4, Neural Engine y Secure Enclave), el M1 Pro tiene un Motor Media (Media Engine) que ayuda al aceleramiento de hardware de H.264, HEVC, ProRes y ProRes RAW, con ayuda de este componente se puede realizar varios streams a 4K y 8K.
Para programas basados en la arquitectura x86-64, Apple diseño la tecnología de traducción binaria dinámica Rosetta 2 que permite que los productos equipados con M1 Pro ejecuten estos softwares.

## Rendimiento y eficiencia
En comparación con el último chip de computadora portátil de 8 núcleos de Apple (M1), M1 Pro ofrece hasta x1,7 más rendimiento de CPU con el mismo nivel de potencia y alcanza el rendimiento máximo del chip de PC utilizando hasta un 70% menos de energía. Incluso las tareas más exigentes, como la edición de fotografías de alta resolución, se manejan con facilidad con el M1 Pro.
M1 Pro tiene una GPU de hasta 16 núcleos que es hasta 2 veces más rápida que la del M1 y hasta 7 veces más rápida que los gráficos integrados en el último chip de computadora portátil de 8 núcleos. En comparación con una potente GPU discreta para PC portátiles, M1 Pro ofrece más rendimiento y utiliza hasta un 70 por ciento menos de energía, lo que permite a creativos como artistas 3D y desarrolladores de juegos hacer más sobre la marcha que nunca.

## Productos que incluyen el M1 Pro
- Macbook Pro 14"[9]
- Macbook Pro 16"[10]